# Sedat Edip Bucak
Sedat Edip Bucak (* 31. Oktober 1960 in Siverek) ist ein türkischer Großgrundbesitzer, der von 1991 bis 2002 Abgeordneter der Partei des Rechten Weges (DYP) in der Großen Nationalversammlung der Türkei war.

## Leben
Sedat Edip Bucak ist Stammesführer des zazaischen Bucak-Clans und absolvierte eine Industrieberufsschule. Er ist verheiratet und hat drei Kinder.
Sedat Bucak wurde 1991, 1995 und 1999 als Kandidat der Partei des Rechten Weges für den Wahlkreis Şanlıurfa in die Große Nationalversammlung der Türkei gewählt. Am 3. November 1996 überlebte er als einziger einen Verkehrsunfall auf der Autobahn bei Susurluk, der den Susurluk-Skandal auslöste. In der Sitzung vom 11. Dezember 1997 stimmte die Große Nationalversammlung der Türkei der Aufhebung seiner Immunität zu. Die Generalstaatsanwaltschaft warf ihm vor, eine nicht dokumentierte Feuerwaffe geführt zu haben.
Bei den Parlamentswahlen in der Türkei 2002 errang er kein Mandat. 2004 wurde er wegen Mitgliedschaft in einer kriminellen Vereinigung in Susurluk zu einem Jahr Haft verurteilt, nachdem ihn vorangegangene Instanzen freigesprochen hatten.